# Албрехтице на Влтави
Албрехтице на Влтави (чеш. Albrechtice nad Vltavou) је насељено мјесто са административним статусом сеоске општине (чеш. obec) у округу Писек, у Јужночешком крају, Чешка Република.

## Становништво
Према подацима о броју становника из 2014. године насеље је имало 835 становника.